# Pierre Scalberge
Pierre Scalberge né à Paris en 1592 et mort à Sedan en 1640, est un artiste peintre, graveur et marchand d'art français.

## Biographie
Pierre Scalberge est né vers 1592 à Sedan. Il est le fils de Mathieu Scalberge, peintre à Paris, et de Sarah Botté.
Après un séjour à Rome entre 1618 et 1621, il est nommé peintre ordinaire du roi, puis valet de chambre du roi en 1631.
En 1632, il fait un atelier au Louvre avec son frère, Frédéric Scalberge, où ils peignent cinq travées sur les premières poutres et croisées du pavillon situé au bout de la Grande galerie du Louvre.
Très en lien avec les grands artistes de son temps, on retrouve en 1633 parmi ses témoins de mariage, outre son frère, Abraham Bosse ou Guillaume Berthelot. Son frère a d'ailleurs collaboré avec Simon Vouet pour peindre les paysages de certaines de ses œuvres.
Il est enseveli le 24 décembre 1640 au cimetière des Saints-Pères à Paris à l'âge de 48 ans.

## Œuvres

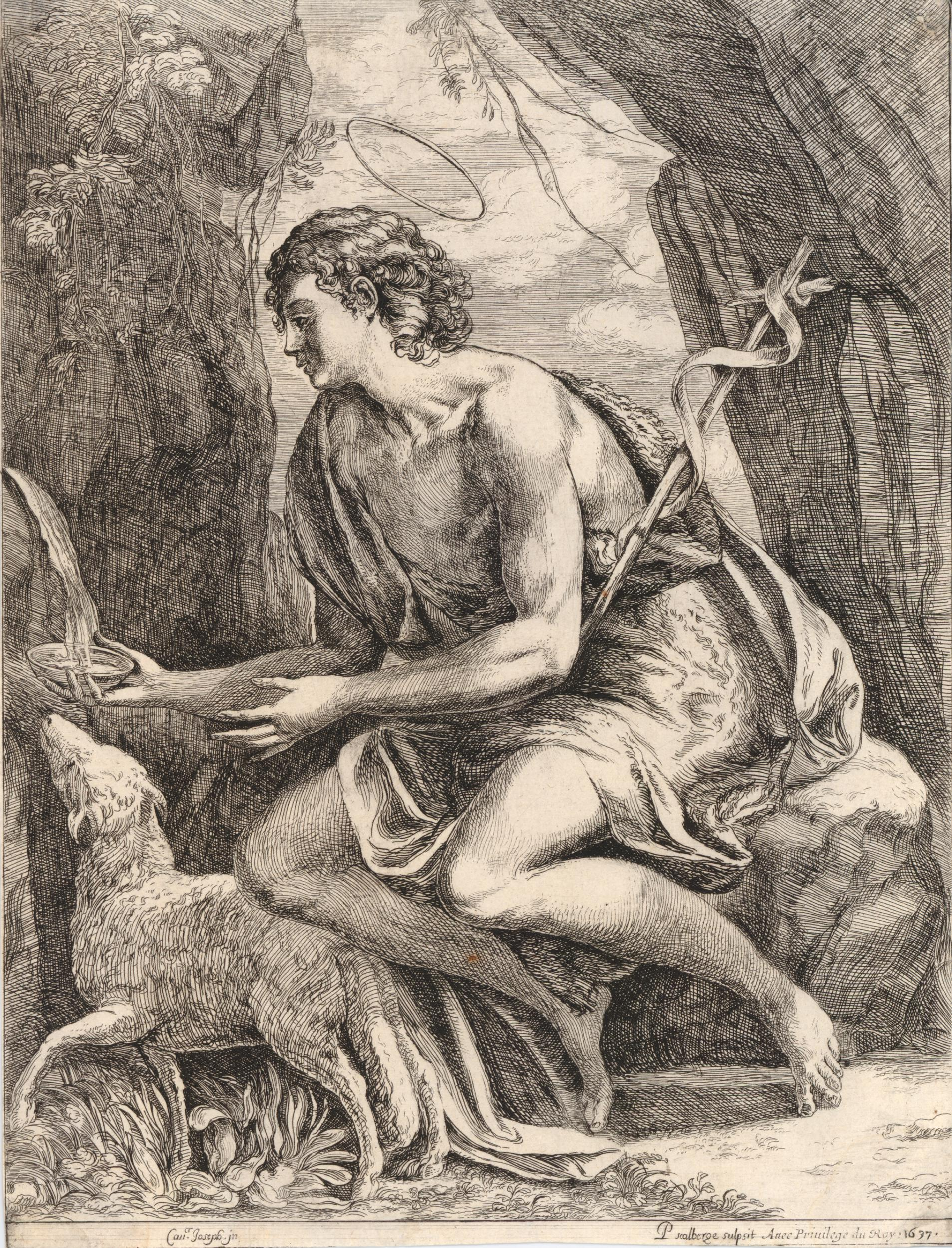
Saint Jean-Baptiste recueillant de l'eau dans une coupe, gravure de Pierre Scalberge d'après Giuseppe Cesari d'Arpino, 27.5x21cm, British Museum, 1637,

A sa mort, Pierre Scalberge laisse derrière lui cent-soixante tableaux et de nombreuses planches gravées et feuilles, dont le nombre n'a pas été estimé au moment de son décès. Parmi ceux-là, on retrouve vingt-deux tableaux de sa main, représentant des sujets mythologiques, religieux, ainsi que deux tableaux figurant des enfants, et deux autres, des fruits. Si ce nombre de tableaux de sa main retrouvés au moment de son décès est si faible, c'est qu'une grande part de son activité consistait en réalité à acheter et revendre des œuvres d'art peintes par d'autres artistes. Pierre Scalberge a principalement peint des toiles de petit format destinées à des amateurs. Le seul tableau qu'on lui attribue aujourd'hui avec certitude est une Charité romaine (huile sur cuivre, vendue par Sotheby's à New York le 8 janvier 1981, lot n°121) sur laquelle sont inscrits son nom et la date. Un Naufrage de sa main inspire un poème à Georges de Scudéry qu'il publie dans Le Cabinet en 1646.
Parmi les planches qu'on lui attribue, de nombreuses reprennent des iconographies religieuses (Adam et Eve, Descente de croix...), mais aussi des thèmes mythologiques (notamment ses illustrations du Livre des Amours de Vénus, Scola d'Amore, publié chez Ciartres en 1638) et antiques (notamment son cycle des Douze actions de Marc-Aurèle sur un cheval). Il a également retranscrit dans des gravures de nombreuses toiles italiennes, parmi lesquelles la Descente de croix de Raphaël, le Jugement de Salomon du même artiste ou encore Diane tirant au papejai du Dominiquin. En lien avec les plus grands collectionneurs de son temps - en témoigne sa transcription en gravure de la Bataille de Constantin de Raphaël destinée au grand collectionneur Roger du Plessis -, Pierre Scalberge a joué un rôle fondamental dans la diffusion de ces chefs-d'œuvre italiens, étant souvent le premier à transcrire ces toiles en gravures, contribuant à rendre disponible cet immense répertoire figuratif et contribuant à ériger ces artistes en Maîtres de la peinture pour tous les Français.

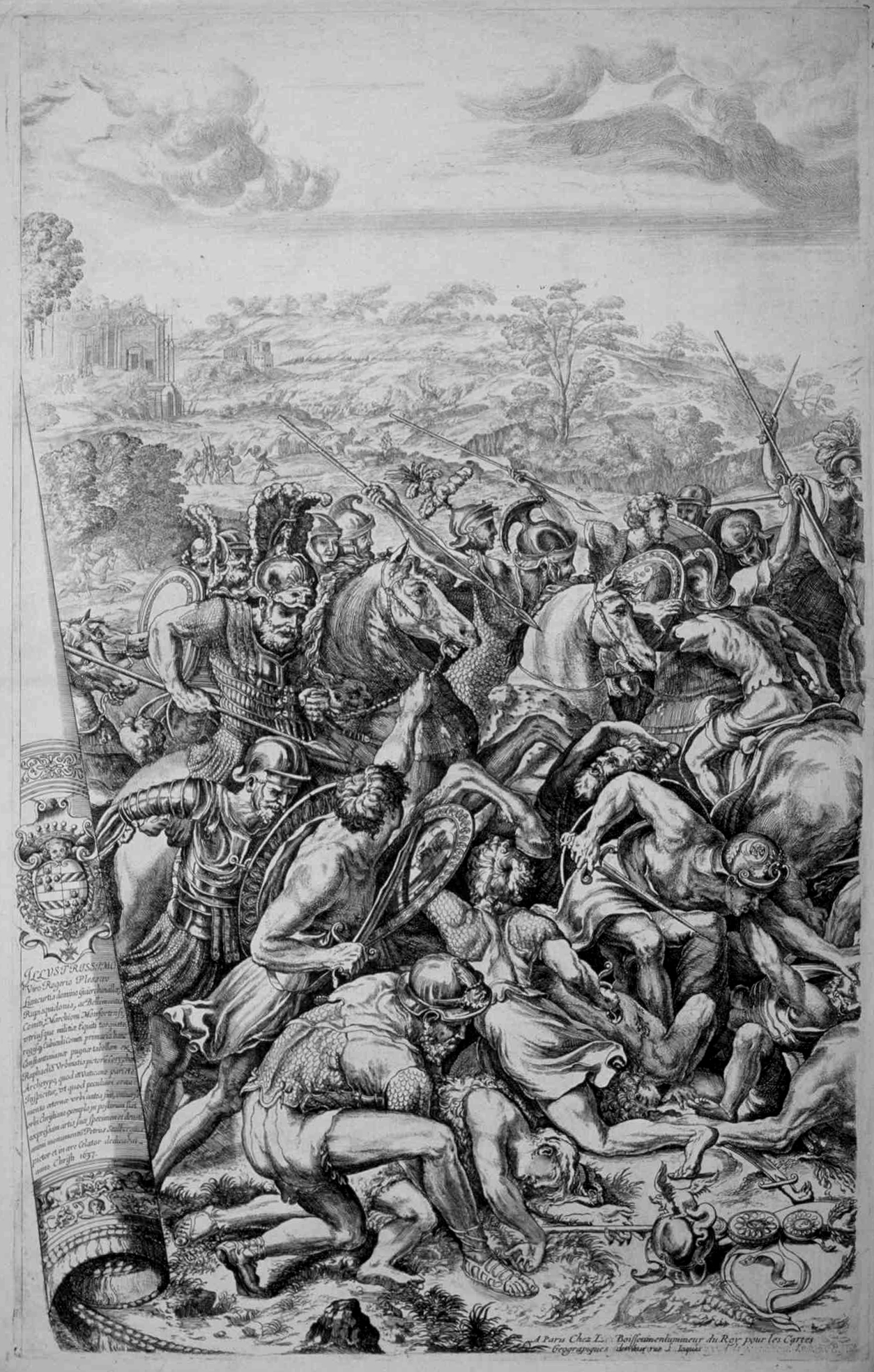
La Bataille de Constantin contre Maxentius, d'après Raphaël, Bibliothèque universitaire de Leyde

### Style
Qualifiant son style, Martine Vasselin parle de manière “libre et pittoresque”, avec un “dessin assez peu respectueux des originaux”, ajoutant que “Ses planches, légèrement mordues, parfois terminées au pointillé” comportent des personnages aux “expressions outrées”.

### Estampes conservées
- Saint Jean-Baptiste recueillant de l'eau dans une coupe, 1637, gravure d'après Giuseppe Cesari d'Arpino, 27,5 x 21 cm, British Museum (consulter en ligne)
- Mise au tombeau, 1638, gravure d'après Jacopo Bassano, 26 x 32 cm, British Museum (consulter en ligne)
- Mise au tombeau, 1637, gravure d'après Raphaël, 40,9 x 41 cm, British Museum (consulter en ligne)
- Vénus apprenant à lire à l'Amour, 3e planche de la Scola d'amore (série de 20 planches), 1638, 19,3x14,2cm, British Museum (consulter en ligne)
- Vénus apprenant à lire à l'Amour, 3e planche de la Scola d'amore (série de 20 planches), 1638, 18,7x13,9cm, eau-forte, Musée des Beaux-Arts de Nancy[7](consulter en ligne)
- Jardin du roi pour la culture des plantes médicinales, 1636, estampe, Musée du Louvre, département des arts graphiques (consulter en ligne)
- La Bataille de Constantin au Pont Milvius, d'après Raphaël, 66x170cm (dimensions une fois les quatre planches assemblées), eau forte, BNF (consulter en ligne)